# Thüringer Gesetz zum Schutz der Bevölkerung vor Tiergefahren
Das Thüringer Gesetz zum Schutz der Bevölkerung vor Tiergefahren wurde vom Thüringer Landtag am 22. Juni 2011 beschlossen. Es löste zum 1. September 2011 die Thüringer Gefahren-Hundeverordnung vom 21. März 2000 (StAnz. Nr. 15 S. 884), zuletzt geändert durch Verordnung vom 30. September 2003 (StAnz Nr. 47 S. 2340), ab. Es wurde vor allem durch das Erste Gesetz zur Änderung des Thüringer Gesetzes zum Schutz der Bevölkerung vor Tiergefahren geändert vom 12. Februar 2018 geändert. Ergänzende Regelungen finden sich in der Thüringer Wildtier-Gefahrverordnung (Thür WildtierGefVO) vom 19. Januar 2012 (GVBl. S. 85), der Thüringer Sachkundeprüfungsverordnung (ThürSachkundePrüfVO) ebenfalls vom 19. Januar 2012 (GVBl.S. 49), zuletzt geändert durch Verordnung vom 8. August 2013 (GVBl. S. 208, 246), sowie der Thüringer Chippflichtverordnung (ThürChipVO) vom 1. April 2020 (GVBl. S. 133).

## Inhalt
In § 1 Abs. 3 ThürTierGefG ist geregelt, dass sämtliche Hunde mit einem Mikrochip zu kennzeichnen sind und die Kennzeichnung der Ordnungsbehörde anzuzeigen ist. Näheres bestimmt die ThürChipVO.
Nach § 4 ThürTierGefG besteht für das Halten aller gefährlichen Tiere die Pflicht, eine Erlaubnis der zuständigen Behörde einzuholen. Welche Tiere als gefährlich anzusehen sind bestimmt § 3 ThürTierGefG. In Bezug auf wildlebende Tiere sind dies solche, die Menschen  durch Körperkraft, Gifte oder ihr Verhalten unabhängig von individuellen Eigenschaften erheblich verletzen können. Eine Liste dieser Tiere findet sich in § 1 ThürWildtierGefVO. Hunde gelten als gefährlich, wenn dies nach Durchführung eines Wesenstests gemäß § 9 ThürTierGefG durch die zuständige Behörde im Einzelfall festgestellt wurde. Hierbei sind vor allem Beißvorfälle oder anderes aggressives Verhalten maßgeblich.
Für die Erteilung der Erlaubnis bedarf es gemäß § 4 Abs. 1 ThürTierGefG vor allem der erforderlichen Sachkunde und Zuverlässigkeit des Halters sowie des Nachweises einer ausreichenden Haftpflichtversicherung (u. a. Mindestversicherungssumme für Personenschäden in Höhe von 500.000 Euro, § 2 Abs. 5 ThürTierGefG). Zudem muss ein besonderer wissenschaftlicher oder beruflicher Bedarf für die Haltung des gefährlichen Tieres bestehen.
§ 5 ThürTierGefG trifft Bestimmungen über den Sachkundenachweis. Erforderlich ist eine erfolgreich abgelegte Sachkundeprüfung. Einzelheiten zu Inhalt und Ablauf der Prüfung regelt die ThürSachkundePrüfVO. Die Anforderungen an die Zuverlässigkeit enthält § 6 ThürTierGefG. Insbesondere dürfen keine schweren oder mit dem Halten von Tieren zusammenhängenden Straftaten begangen worden sein. Auch Abhängigkeit von psychoaktiven Substanzen oder schwere psychische Erkrankungen stehen entgegen.
Die §§ 10–12 ThürTierGefG treffen Regelungen zur Haltung und Zucht sowie zum Führen gefährlicher Tiere.

## Frühere Rasseliste für Hunde
§ 3 Abs. 2 ThürTieGefG in der Ursprungsfassung von 2011 enthielt eine sog. Rasseliste auch für Hunde. Mit der zum 20. Februar 2018 wirksam gewordenen Gesetzesänderung ist diese abgeschafft und durch die bereits beschriebene  Einzelfallprüfung ersetzt worden.

## Nicht beschlossene Regelungen aus dem Entwurf der Landesregierung 2010
In § 13 des Entwurfs zum Thüringer Gesetz zum Schutz der Bevölkerung vor gefährlichen Tieren der Thüringer Landesregierung war vorgesehen, dass auch für das Halten sog. große Hunde ähnliche Einschränkungen gelten sollten wie für gefährliche Tiere. Maßgeblich war danach „eine Widerristhöhe von mindestens 40 cm oder ein Gewicht von mindestens 20 kg“. Der Innenausschuss des Thüringer Landtages lehnte in seiner Beratung des Entwurfs am 10. Juni 2011 die vorgesehene Behandlung großer Hunde jedoch ab, so dass sich die entsprechenden Regelungen in dem vom Landtag beschlossenen Gesetz nicht mehr finden.